# Саронвил (Небраска)
Саронвил (енгл. Saronville) град је у америчкој савезној држави Небраска.

## Демографија
По попису из 2010. године број становника је 47, што је 14 (-23,0%) становника мање него 2000. године.
| Група             | 2000.      | 2010.      |
| Белци             | 59 (96,7%) | 42 (89,4%) |
| Афроамериканци    | 1 (1,6%)   | 0 (0,0%)   |
| Азијати           | 0 (0,0%)   | 0 (0,0%)   |
| Хиспаноамериканци | 1 (1,6%)   | 4 (8,5%)   |
| Укупно            | 61         | 47         |